# 儲存定義語言
儲存定義語言（Storage Definition Language，SDL）屬於DBMS語言的一種，用於明確定義內部簡圖（internal schemas），現今大多關聯式資料庫管理系統（relational DBMSs）並無專門語言扮演儲存定義語言的角色，因此內部簡圖（internal schemas）一般由相關儲存檔案的函數（functions）、參數（parameters）及規格（specifications）所結合而被定義。